# Locomotora de Vapor 220-2023
La Locomotora de vapor 220-2023 "Bobadilla" és una Locomotora fabricada per l'empresa Beyer Peacok & Cia. a Anglaterra el 1891 que es troba conservada actualment al Museu del Ferrocarril de Catalunya, amb el número de registre 00006 d'ençà que va ingressar el 1981, com una donació de la companyia Compañía Inglesa del Ferrocarril Bobadilla-Algeciras; posteriorment adquirida per Renfe.

## Història
La Compañía Inglesa del Ferrocarril Bobadilla-Algeciras, integrada després a la companyia de Ferrocarriles Andaluces, va adquirir aquestes locomotores per al remolc dels seus trens ràpids, probablement degut al prestigi i extensió d'aquestes locomotores al Regne Unit i en ésser una companyia britànica la concessionària de la línia.
En passar a RENFE varen canviar les dures serres andaluses per les línies d'Alacant a Albatera i Torrevieja, on deixaren de prestar servei a començament dels anys seixanta. Les locomotores amb aquest rodatge foren destinades al remolc de trens de viatgers. En tota la península sovintegen els perfils difícils, cosa que n'explica la seva escassetat.

## Conservació
El seu estat de conservació és bo. El 1990 es va sotmetre a un procés de restauració integral de xapa i pintura.	